# Skudrinje
Skudrinje (makedonsky: Скудриње) je vesnice v opštině Mavrovo a Rostuša v Severní Makedonii. Nachází se v Položském regionu. 

## Demografie
Skudrinje je tradičně obydleno makedonskými muslimy (Torbeš). 
Podle sčítání lidu v roce 2002 žije ve vesnici 2 119 obyvatel. Etnickými skupinami jsou:
- Turci – 1629
- Makedonci – 468
- Albánci – 5
- ostatní – 17